# Aprendizes do Salgueiro

Grêmio Recreativo Cultural Escola de Samba Mirim Aprendizes do Salgueiro (ou simplesmente Aprendizes do Salgueiro) é a escola de samba mirim da Acadêmicos do Salgueiro. Tem sua sede localizada no mesmo endereço da quadra do Salgueiro, na Rua Silva Teles, número 104, no bairro do Andaraí, na Zona Norte da cidade do Rio de Janeiro. Foi fundada em 3 de outubro de 1989 pelo então presidente do Salgueiro, Miro Garcia e por Tia Mirthes, primeira presidente do Aprendizes. Dentre as personalidades do carnaval carioca que passaram pela escola, estão os mestres de bateria Marcão e Thiago Diogo, os intérpretes Leonardo Bessa, Zé Paulo Sierra, Tuninho Junior e Igor Sorriso, os mestres-sala Mosquito e Raphael Rodrigues, o cantor e compositor Dudu Nobre e sua irmã, a porta-bandeira Lucinha Nobre. A agremiação participa do desfile oficial das escolas mirins, realizado durante o carnaval, desde 1999, no Sambódromo da Marquês de Sapucaí. O desfile não é competitivo, não havendo uma escola campeã, apenas premiações são distribuídas aos destaques de cada desfile.

## História

### Antecedentes
No ano de 1983, quando apenas Império Serrano mantinha uma escola de samba mirim, o então presidente da Acadêmicos do Salgueiro, Osmar Valença, fundou a Escola de Samba Mirim Alegria da Passarela. O intuito de Osmar era criar um grupo de base para formar futuros sambistas.
Os cinco primeiros sambas da agremiação foram compostos pelo cantor e compositor Dudu Nobre, que na época integrava a escola mirim. “O mundo encantado da Turma da Mônica”, de 1984, foi o primeiro samba-enredo composto por Dudu. Também fizeram parte da Alegria da Passarela, a porta-bandeira Lucinha Nobre e o intérprete Leonardo Bessa (na época conhecido como Leonardo Alegria).

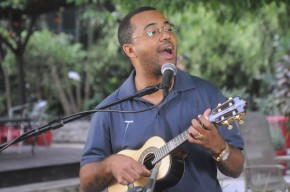
Dudu Nobre é uma das personalidades cuja carreira iniciou na Aprendizes do Salgueiro.

### Fundação
Em 3 de outubro de 1989, foi fundada a Escola de Samba Mirim Aprendizes do Salgueiro. A escola foi fundada por Miro Garcia, então presidente do Salgueiro, e Tia Mirthes, a primeira presidente do Aprendizes. Desde 1999 participa do desfile oficial das escolas mirins no Sambódromo da Marquês de Sapucaí.
A escola formou sambistas como o diretor de bateria Thiago Diogo, o intérprete Tuninho Junior e os mestres-sala Mosquito e Raphael Rodrigues. Leonardo Bessa foi o primeiro carnavalesco, intérprete e compositor da agremiação.

## Desfiles

### Década de 1990
Em seu primeiro desfile como Aprendizes do Salgueiro, apresentou a história do personagem Zé Carioca. No ano seguinte, em 1991, fez um desfile em homenagem à Isabel Valença - uma das mais tradicionais destaques do carnaval carioca e personalidade marcante da Acadêmicos do Salgueiro.

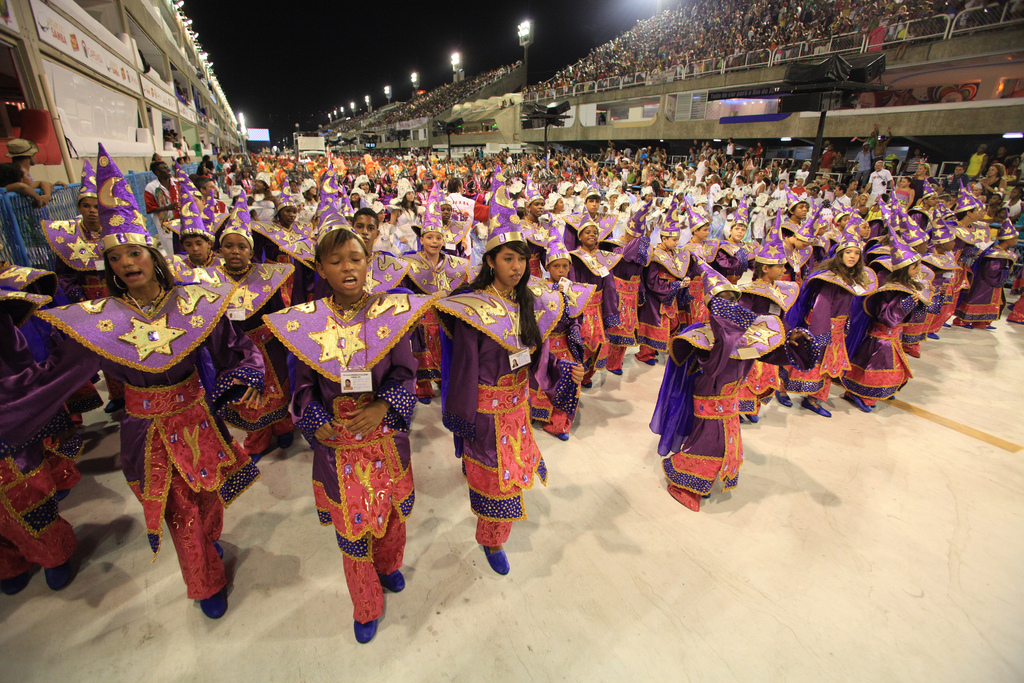
Ala da escola durante o desfile de 2010, sobre magia

### Década de 2000
O carnaval de 2003 marcou a chegada de Márcia Lage à escola. A carnavalesca também fora contratada para cuidar do carnaval do Salgueiro, ao lado do então marido Renato Lage. No Aprendizes, a carnavalesca desenvolveu um desfile baseado na obra "A chave do tamanho", do escritor Monteiro Lobato. Em 2004, a escola desfilou o enredo "O Caninha saúda a mãe natureza", dos carnavalescos Renato Lage e Márcia Lage. No carnaval de 2005, apresentou um desfile sobre o cinema. Em 2006, a escola desfilou o enredo "O pequenino mundo do saber", da carnavalesca Márcia Lage. No carnaval de 2007, a escola desfilou o enredo "Aprendizes do Salgueiro pede passagem", sobre a história do carnaval.  Em 2008, a escola trocou de carnavalesco, saindo Márcia Lage e entrando a dupla Anderson Abreu e Gustavo Mello. A escola desfilou um enredo sobre as histórias em quadrinhos. Em 2009, a escola se auto-homenageou com um desfile em comemoração aos 20 anos da Aprendizes do Salgueiro, fazendo menção também à Alegria da Passarela.

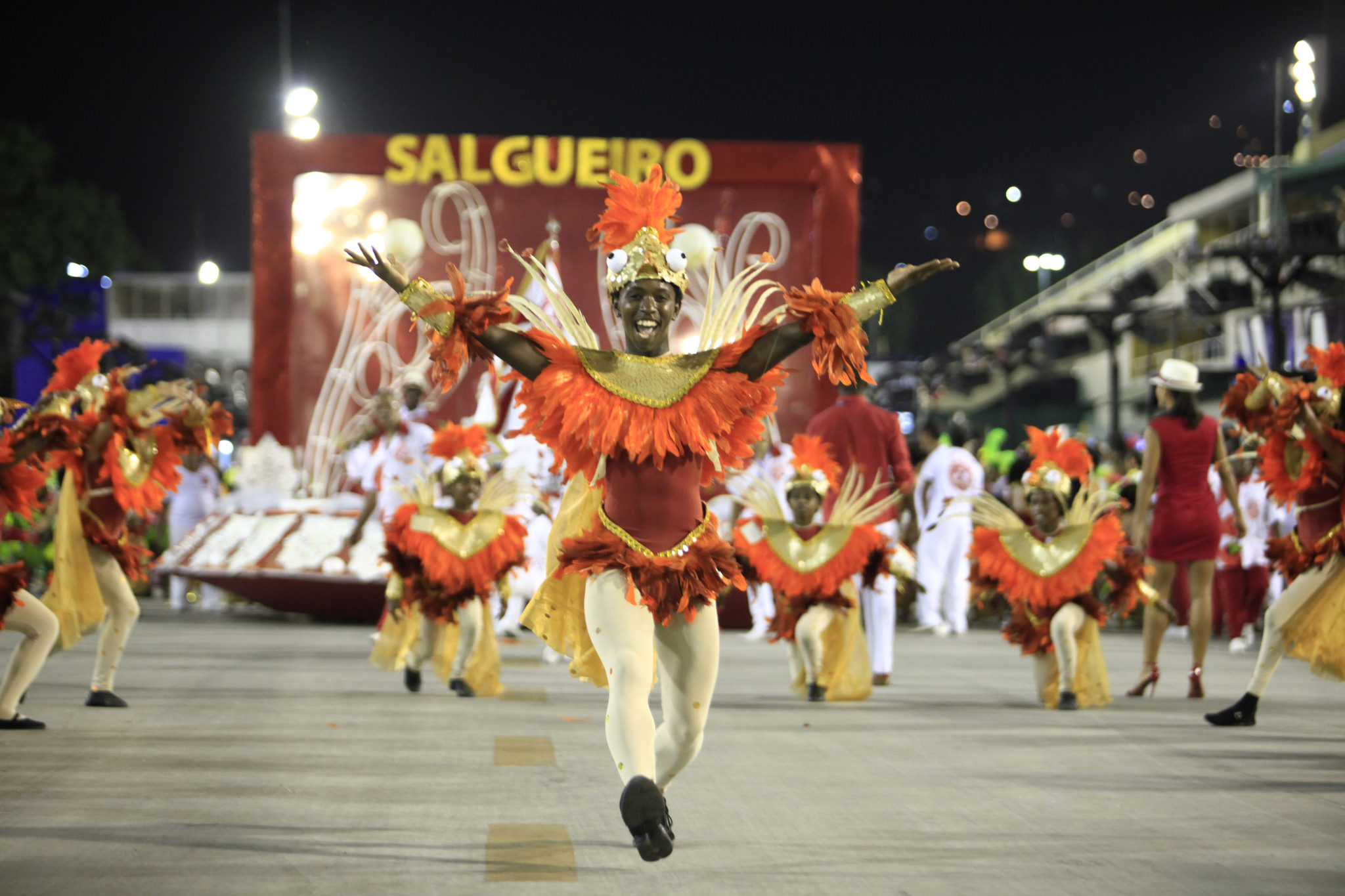
A comissão de frente da escola durante o desfile de 2016, quando os Aprendizes homenagearam Djalma Sabiá

### Década de 2010
No carnaval de 2010, a agremiação desfilou com o enredo "Magia", sobre elementos que levam sorte e sucesso à escola. Em abril de 2010, Thiago Carvalho deixou a presidência da agremiação, depois de seis anos à frente da escola, sendo substituído por Marcelo Lima, o "Bacalhau". Em 2011, reeditou o enredo campeão de 1969 do Salgueiro, "Bahia de todos os deuses". Em 2012, a escola desfilou um enredo sobre as cores. No carnaval de 2014, a escola homenageou a cidade de Salvador. Em 2015 a agremiação desfilou um enredo em homenagem a cantora Carmen Miranda. No carnaval de 2016 fez uma homenagem a Djalma Sabiá - único fundador vivo do Salgueiro - com o enredo “Minha terra é o Salgueiro, onde canta o sabiá". Em 2017 reeditou o enredo de 2011 do Salgueiro, "O Rio no cinema".

## Segmentos

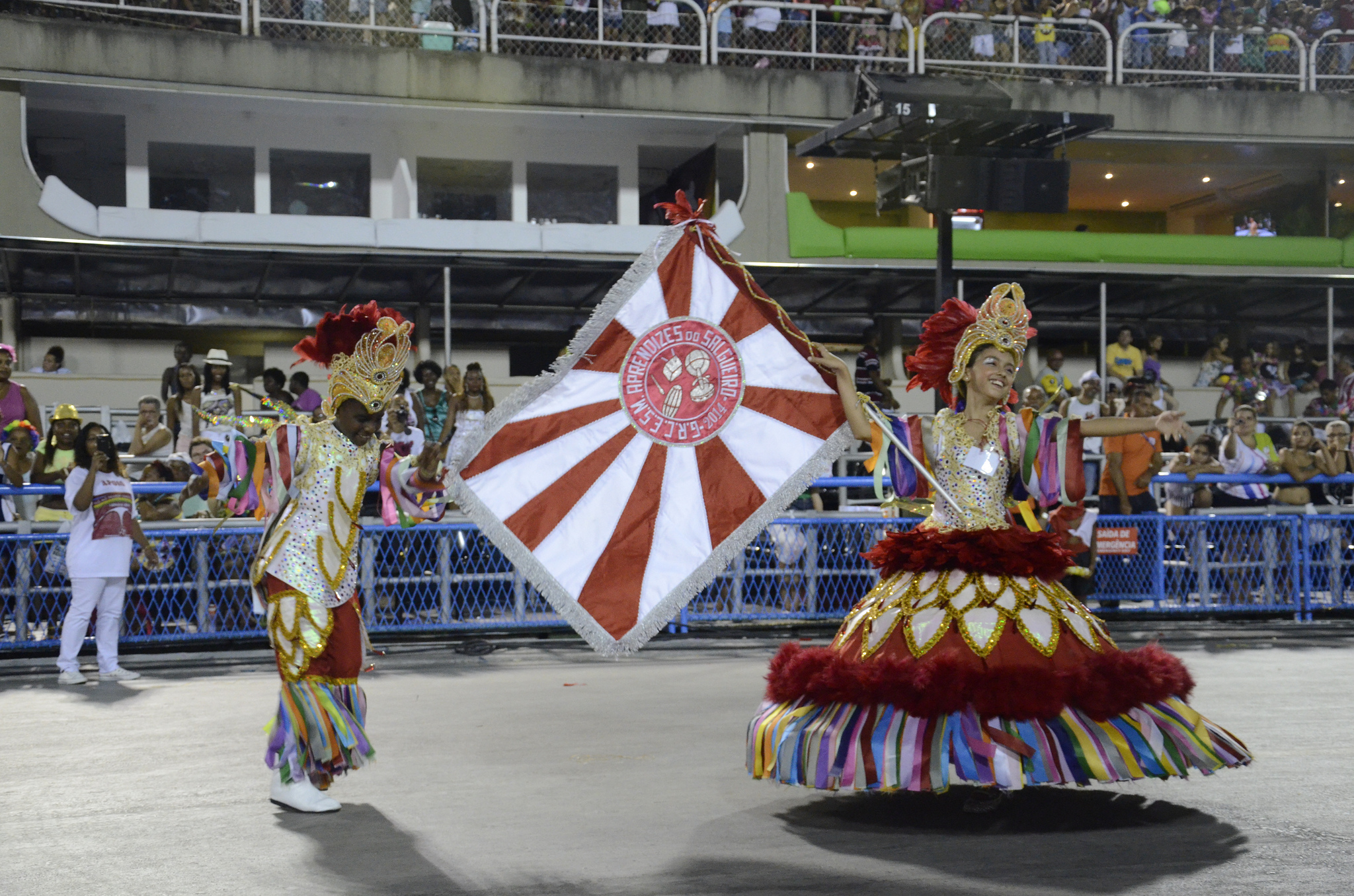
O casal de Mestre-sala e Porta-bandeira da escola durante o desfile de 2014, sobre a cidade de Salvador.

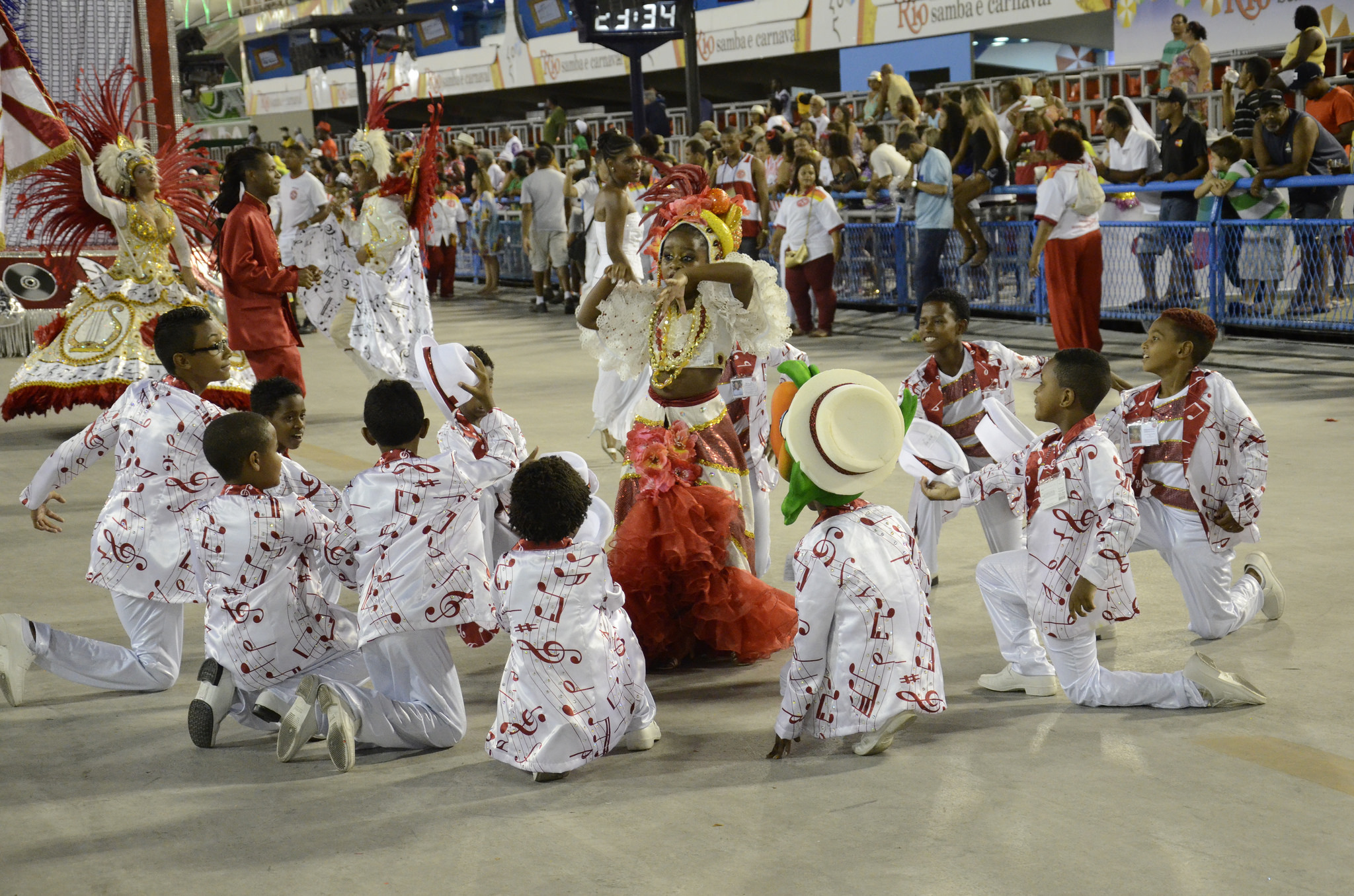
A comissão de frente da escola durante o desfile de 2015, sobre Carmen Miranda.

### Presidência
| Presidente                | Período     | Referências   |
| ------------------------- | ----------- | ------------- |
| Tia Mirthes               | 1989 - 1999 | [ 34 ]        |
| Margareth Valença         | 2000 - 2004 | [ 34 ]        |
| Maria de Fátima Marins    | 2005        | [ 34 ]        |
| Thiago Carvalho           | 2006 - 2010 | [ 23 ] [ 34 ] |
| Marcelo Lima ("Bacalhau") | 2010-2018   | [ 3 ] [ 23 ]  |
| Mara Rosa                 | 2019-2023   | [ 3 ] [ 35 ]  |

### Intérprete
| Intérprete                          | Período     | Referências                 |
| ----------------------------------- | ----------- | --------------------------- |
| Leonardo Bessa                      | 1990        |                             |
| Tuninho Junior                      | 2005 - 2009 | [ 15 ] [ 36 ] [ 37 ] [ 38 ] |
| Diguinho Moreira e Rodrigo Carvalho | 2010        | [ 39 ]                      |
| Rodrigo Carvalho                    | 2011-2016   | [ 3 ] [ 40 ] [ 41 ]         |
| Luan Bessa, João Vitor, Vitória     | 2017-2020   | [ 3 ] [ 40 ] [ 41 ]         |
| Luan Bessa, Eduarda De Deus, Miguel | 2022-2023   | [ 7 ] [ 42 ] [ 42 ]         |

### Comissão de frente
| Coreógrafo(a)       | Período    | Referências                        |
| ------------------- | ---------- | ---------------------------------- |
| Flávia Cirino       | 2007       | [ 36 ]                             |
| Carlinhos Salgueiro | 2008-atual | [ 37 ] [ 38 ] [ 39 ] [ 40 ] [ 41 ] |

### Mestre-sala e Porta-bandeira
| Casais                                 | Período     | Referências          |
| -------------------------------------- | ----------- | -------------------- |
| Jackeline Pessanha e Vinicius Pessanha | 2005 - 2007 | [ 15 ] [ 36 ]        |
| Thiago e Gabriela                      | 2008 - 2010 | [ 37 ] [ 38 ] [ 39 ] |
| Yuri e Gabriela                        | 2011        | [ 40 ]               |
| Gabriel Galvão e Yhaissa               | 2023        | [ 42 ]               |

| Casais               | Período     | Referências          |
| -------------------- | ----------- | -------------------- |
| Daniel e Rafaela     | 2005        | [ 15 ]               |
| Thiago e Gabriela    | 2007        | [ 36 ]               |
| Thiago e Lara        | 2008 - 2010 | [ 37 ] [ 38 ] [ 39 ] |
| Luan e Lara          | 2011        | [ 40 ]               |
| Luan e Leticia       | 2013        |                      |
| Alessandro e Barbara |             |                      |

### Bateria
| Diretores de bateria    | Período        | Referências  |
| ----------------------- | -------------- | ------------ |
| Mestre Dudu             | 2005           | [ 15 ]       |
| Mestre Gustavo Oliveira | 2007           | [ 36 ]       |
| Mestre Marquinho        | 2012-2017      | [ 3 ] [ 41 ] |
| João Vítor              | 2018- presente |              |

| Rainha da bateria | Madrinha da bateria   | Período     | Referências   |
| ----------------- | --------------------- | ----------- | ------------- |
| Brenda Gabrielle  | Luiza Duran           | 2008 - 2009 | [ 37 ] [ 38 ] |
| Luiza Duran       |                       | 2010 - 2011 | [ 39 ] [ 40 ] |
| Duda              | Tampinha do Salgueiro | 2012        | [ 41 ]        |

### Direção
| Diretores de carnaval                                                                                     | Período     | Referências   |
| --- | ----------- | ------------- |
| Alda Alves                                                                                                | 2008        | [ 37 ]        |
| Comissão de Carnaval (Thiago Carvalho, Anderson Abreu, Fagney Lins, Gustavo Oliveira e Natan Moretz-shon) | 2009 - 2010 | [ 38 ] [ 39 ] |
| João Batista                                                                                              | 2011        | [ 40 ]        |
| Jô Calça Larga e Victor Araújo                                                                            | 2012        | [ 41 ]        |

| Diretores de harmonia | Período         | Referências          |
| --------------------- | --------------- | -------------------- |
| Thiago Carvalho       | 2005            | [ 15 ]               |
| Alda Alves            | 2007            | [ 36 ]               |
| Fagney Lins           | 2008            | [ 37 ] [ 38 ] [ 39 ] |
| Siromar de Carvalho   | 2011 - presente | [ 3 ] [ 40 ] [ 41 ]  |

## Carnavais
| Aprendizes do Salgueiro                                    | Aprendizes do Salgueiro | Aprendizes do Salgueiro | Aprendizes do Salgueiro            | Aprendizes do Salgueiro |  |
| Ano                                                        | Colocação               | Enredo | Carnavalesco                       | Ref.                    |  |
| ---------------------------------------------------------- | ----------------------- | --- | ---------------------------------- | ----------------------- |  |
| 1990                                                       | Sem disputa             | "Zé Carioca, a história de um malandro" Compositores: Ala dos compositores                                                                     |                                    | [ 4 ]                   |  |
| 1991                                                       | Sem disputa             | "Isabel Valença, a nossa Chica da Silva" Compositores:Leonardo Bessa, Duilinho do Salgueiro e José Paulo                                       |                                    | [ 4 ]                   |  |
| 1992                                                       | Sem disputa             | "Era uma vez" Compositor:Leonardo Bessa |                                    | [ 4 ]                   |  |
| 1993                                                       | Sem disputa             | "Fim de semana" Compositores:Luiz Henrique e Dedé do Cavaco                                                                                    |                                    | [ 4 ]                   |  |
| 2003                                                       | Sem disputa             | "A chave do tamanho" Compositores:Rafaela Góes e Daniel Mestre-Sala                                                                            | Márcia Lage                        | [ 4 ]                   |  |
| 2004                                                       | Sem disputa             | "O Caninha saúda a mãe natureza" Compositores:Marcelo Motta, Victor Alves e Rodrigo Gauz                                                       | Márcia Lage e Renato Lage          | [ 4 ] [ 14 ]            |  |
| 2005                                                       | Sem disputa             | "Ação, garotada! Aprendizes é cinema" Compositores:Marcelo Motta e Victor Alves                                                                | Márcia Lage                        | [ 4 ] [ 15 ]            |  |
| 2006                                                       | Sem disputa             | "O pequenino mundo do saber" Compositores:Rafael Hecht e Igor Sorriso.                                                                         | Márcia Lage                        | [ 4 ] [ 16 ]            |  |
| 2007                                                       | Sem disputa             | "Aprendizes do Salgueiro pede passagem" Compositores:Rafael Hecht, Júlia Alan e Igor Sorriso.                                                  | Márcia Lage                        | [ 17 ] [ 36 ]           |  |
| 2008                                                       | Sem disputa             | "Aprendizes em quadrinhos" Compositores:Marcelo Motta, Júlia Alan e Gustavo Barros                                                             | Anderson Abreu e Gustavo Mello     | [ 18 ] [ 37 ]           |  |
| 2009                                                       | Sem disputa             | "Aprendizes: 20 anos de alegrias na passarela" Compositores:Tuninho Junior, Cesar Fadel, Zé Paulo Sierra e Kayo César                          | Anderson Abreu                     | [ 20 ] [ 38 ]           |  |
| 2010                                                       | Sem disputa             | "Magia" Compositores:Victor Alves, Antonio Junior, Zé Paulo e Tuninho Junior                                                                   | Anderson Abreu                     | [ 22 ] [ 39 ]           |  |
| 2011                                                       | 8º lugar                | "Bahia de todos os deuses" (Reedição do enredo de 1969 da Acadêmicos do Salgueiro)                                                             | Anderson Abreu                     | [ 24 ] [ 40 ] [ 43 ]    |  |
| 2012                                                       | Sem disputa             | "Brincando... O Aprendizes pinta a vida com mais cor" Compositores:Marcelo Motta e Vítor Jayme                                                 | Anderson Abreu                     | [ 26 ] [ 41 ]           |  |
| 2013                                                       | Sem disputa             | "Candaces" (Reedição do enredo de 2007 da Acadêmicos do Salgueiro)                                                                             | Anderson Abreu                     | [ 44 ] [ 45 ]           |  |
| 2014                                                       | Sem disputa             | "Alô, alô Salvador! Aquele abraço!" Compositores:Rodrigo Moreira, Lucas Donato, Gabriel Sorriso, Rafael Santos, Miguel Paul e Rodrigo Carvalho | Departamento Cultural do Salgueiro | [ 46 ] [ 47 ]           |  |
| 2015                                                       | Sem disputa             | "O que é que o Aprendizes tem? Tem Carmen Miranda tem!"                                                                                        | Departamento Cultural do Salgueiro | [ 48 ] [ 49 ]           |  |
| 2016                                                       | Sem disputa             | "Minha terra é o Salgueiro, onde canta o Sabiá" Compositores:Niquinho Azevedo e Júlio César                                                    | Departamento Cultural do Salgueiro | [ 30 ] [ 50 ]           |  |
| 2017                                                       | Sem disputa             | "O Rio no cinema" (Reedição do enredo de 2011 da Acadêmicos do Salgueiro)                                                                      | Departamento Cultural do Salgueiro | [ 33 ] [ 51 ]           |  |
| 2018                                                       | Sem disputa             | "Peguei um Ita no Norte" (Reedição do enredo de 1993 da Acadêmicos do Salgueiro)                                                               | Departamento Cultural do Salgueiro |                         |  |
| 2018                                                       | Sem competição          | " |                                    |                         |  |
| 2019                                                       | Sem competição          | " |                                    |                         |  |
| 2020                                                       | Sem competição          | " |                                    |                         |  |
| Devido à Pandemia de Covid-19, não houve Carnaval em 2021. |                         | |                                    |                         |  |

## Premiações
| Ano  | Prêmio                    | Categoria / premiados                 | Ref.          |
| ---- | ------------------------- | ------------------------------------- | ------------- |
| 2016 | Estandarte do Samba Mirim | Rainha de Bateria                     | [ 52 ] [ 53 ] |
| 2016 | Troféu Olhômetro          | Rainha de Bateria                     | [ 52 ] [ 53 ] |
| 2018 | Troféu Olhômetro          | Ala de baianas, conjunto de fantasias |               |